# Byzantijns-Bulgaarse oorlogen
De Byzantijns-Bulgaarse oorlogen waren een reeks van conflicten tussen de Byzantijnen en de Bulgaren die begonnen toen de Proto-Bulgaren in de zevende eeuw naar de Balkan migreerden.

## Nederzetting
Na het ineenstorten van het Eerste Rijk der Göktürken kwamen de Khazaren aan de macht, die op hun beurt een andere Turkse stam, de Onogur-Proto-Bulgaren naar het westen verdreven. Op hun beurt verdreven zij de Avaren. Een deel van de Bulgaren had zich onder Asparuch aan de benedenloop van de Donau gevestigd en zij stichtten een nieuw rijk.

## Eerste Bulgaarse Rijk
Nadat khan Tervel, keizer Justinianus II terug op de troon hielp en tijdens het Beleg van Constantinopel (717-718) (zie Byzantijns-Arabische oorlogen), Byzantium van de totale ondergang redde, kreeg hij de titel van caesar. Maar na zijn dood huwde Leo III van Byzantium zijn zoon Constantijn V uit aan de dochter van de Khan van de Khazaren, hun gezworen vijanden. Een bijna drie eeuwen durende oorlog brak daarop uit.
- Slag bij Pliska (811) (keizer Nikephoros I sneuvelt)
- Slag bij Versinikia (813) zie Michaël I Rangabe
- Beleg van Adrianopel (813)
- Beleg van Constantinopel (813 - 814)
- Slag bij Burtodizos 814 zie Omoertag

Na Kroems dood in 814 wist zijn zoon, Omoertag een dertigjarige vrede te sluiten. Onder de Bulgaarse keizer Simeon I werden de oorlogen in volle hevigheid hervat.
- Slag bij Bulgarophygon 896
- Slag bij Achelous (917)
- Slag bij Katasyrtai (917)

Johannes I Tzimiskes, Byzantijns keizer van 969 tot 976, wist in 971 het grootste gedeelte van het Bulgaarse Rijk te veroveren door Boris II te verslaan en Preslav, de Bulgaarse hoofdstad, in te nemen.
- Slag bij Arcadiopolis (970)
- Slag bij Kleidion (1014)

Onder de heerschappij van Basileios II werd de rest van Bulgarije in 1018 ingenomen na de verpletterende Byzantijnse overwinning.
Opstanden tegen de Byzantijnse heerschappij vonden plaats van 1040 tot 1041 en van ongeveer 1070 tot 1080, maar beide werden ze succesvol neergeslagen.

## Tweede Bulgaarse Rijk
In 1185 begonnen Peter IV en Ivan Asen I een opstand en het door interne problemen verzwakte Byzantijnse Rijk kon de opstand niet neerslaan en zo kwam het Tweede Bulgaarse Rijk tot stand.
Nadat bij de Vierde Kruistocht Constantinopel in 1204 was ingenomen, probeerde Kalojan de kruisvaarders tot bondgenoten te maken, maar het Latijnse Keizerrijk wees elke aanbod van een bondgenootschap met de Bulgaren af. Vanwege de koppigheid van de Bulgaren sloot Kalojan zich bij het Keizerrijk Nicea, een van de opvolgers van het Byzantijnse Rijk, aan, waardoor de macht van de kruisvaarders in het gebied sterk werd ingeperkt. Hoewel de neef van Kalojan, Boril, de zijde van de Latijnen koos, ging Borils opvolger wederom terug naar de Niceanen. Nadat het Latijnse Keizerrijk was heroverd door de Byzantijnen, maakten ze gebruik van de burgeroorlog die zich in Bulgarije voordeed. De Byzantijnen wisten enkele delen van Thracië in te nemen, meer deze werden door de Bulgaarse keizer Theodoor Svetoslav heroverd. De Byzantijns-Bulgaarse relatie bleef gespannen tot het moment waarop de Ottomanen het Bulgaarse Rijk in 1422 veroverde en het Byzantijnse Rijk in 1453.